# Kostelec nad Orlicí (nový zámek)
Nový zámek v Kostelci nad Orlicí pochází z první poloviny 19. století a je chráněn jako kulturní památka České republiky. Nachází se v přírodní rezervaci Kostelecký zámecký park.

## Historie
Zámecká budova v krajinářském parku na západním okraji města vystavěna v letech 1829–1835 v empírovém slohu podle návrhu architekta Heinricha Kocha pro Josefa Ervína Kinského (1806–1862), čestný dvůr na západní straně byl v roce 1847 uzavřen východním křídlem podle návrhu místního stavitele Edmunda Christena. Zámek měl ve své době několik technických vymožeností, např. rozvod tekoucí vody a teplovzdušné vytápění.
Zámek byl v roce 1948 postaven pod národní správu a pak znárodněn. Přes odpor orgánů památkové péče a kulturní veřejnosti byly do hlavní zámecké budovy umístěny provozy vznikajícího Výzkumného ústavu pro chov prasat, který objekt opustil v roce 1975 po výstavbě nového areálu v západním sousedství a také kvůli zhoršujícímu se stavebnímu stavu. Posléze byl zámek převeden do správy Krajského střediska státní památkové péče a ochrany přírody v Pardubicích, které po roce 1980 a havárii stropů zahájilo rekonstrukci hlavní budovy. V roce 1991[zdroj?] byl zámek v rámci restitucí vrácen Josefu Kinskému (1913–2011). Ten postupně obnovil všechny budovy v areálu, obnovu a zpřístupnění hlavní budovy dokončil jeho syn František Kinský.

## Expozice
Zámecká expozice umístěná v 1. patře byla otevřena v roce 2012 pod názvem Život v biedermeieru a přibližuje obytné a reprezentační prostory zámku vybavené restaurovaným původním mobiliářem v podobě, jak vypadaly před rokem 1948. Ve druhém patře se nalézá Galerie Kinských, kde se koná každým rokem jiná výstava. V přízemí se pak nalézá muzejní expozice města Kostelce.

## Park
Zámecký park byl založen v době výstavby zámku, má rozlohu téměř 30 ha a mezi jinými zámeckými parky je výjimečný tím, že je chráněn jako přírodní rezervace. Roste v něm na 200 různých dřevin, na jaře je slavný svým rozsáhlým porostem tisíců bledulí, jejichž bílé květy doplňují žluté květy talovínů. Kromě toho je ale také významnou ptačí lokalitou, kvůli ptákům začal být poprvé chráněn už v roce 1949. Součástí původní kompozice parku je i dálkový osový průhled od zámku směrem na zříceninu hradu Potštejn.